# Scottish Premier Division 1996-1997
La Scottish Premier Division 1996-1997 è stata la 100ª edizione della massima serie del campionato scozzese di calcio, disputato tra il 10 agosto 1996 e il 10 maggio 1997 e concluso con la vittoria dei Rangers, al loro quarantasettesimo titolo, il nono consecutivo.
Capocannoniere del torneo è stato Jorge Cadete (Celtic) con 25 reti.

## Stagione

### Novità
Il posto dei retrocessi Partick Thistle e Falkirk venne preso dal Dunfermline e dal Dundee Utd.

### Formula
Le 10 squadre si affrontarono in match di andata-ritorno-andata-ritorno, per un totale di 36 giornate. Al termine della stagione, l'ultima squadra retrocedeva direttamente in Scottish First Division mentre la penultima disputava uno spareggio promozione-retrocessione con la seconda classificata della serie cadetta. Chi si aggiudicava lo spareggio, da tenere in un doppio match di andata e ritorno, guadagnava il titolo per disputare la massima serie l'anno successivo.

### Avvenimenti
I Rangers vinsero il loro nono titolo consecutivo, eguagliando il record del Celtic che conquistò nove titoli consecutivi dalla stagione 1965-1966 alla stagione 1973-1974.

## Squadre partecipanti
| Club         | Stagione | Città       | Stadio            | Stagione precedente                                          |
| ------------ | -------- | ----------- | ----------------- | ------------------------------------------------------------ |
| Aberdeen     | dettagli | Aberdeen    | Pittodrie Stadium | 3º posto in Scottish Premier Division                        |
| Celtic       | dettagli | Glasgow     | Celtic Park       | 2º posto in Scottish Premier Division                        |
| Dundee Utd   | dettagli | Dundee      | Tannadice Park    | 1º posto in Scottish First Division, promosso                |
| Dunfermline  | dettagli | Dunfermline | East End Park     | 2º posto in Scottish First Division, promosso dopo spareggio |
| Hearts       | dettagli | Edimburgo   | Tynecastle Park   | 4º posto in Scottish Premier Division                        |
| Hibernian    | dettagli | Edimburgo   | Easter Road       | 5º posto in Scottish Premier Division                        |
| Kilmarnock   | dettagli | Kilmarnock  | Rugby Park        | 7º posto in Scottish Premier Division                        |
| Motherwell   | dettagli | Motherwell  | Fir Park          | 8º posto in Scottish Premier Division                        |
| Raith Rovers | dettagli | Kirkcaldy   | Stark's Park      | 9º posto in Scottish Premier Division                        |
| Rangers      | dettagli | Glasgow     | Ibrox Park        | 1º posto in Scottish Premier Division                        |

## Classifica finale
Fonte:
|       | Pos. | Squadra      | Pt | G  | V  | N  | P  | GF | GS | DR  |
| ----- | ---- | ------------ | -- | -- | -- | -- | -- | -- | -- | --- |
|       | 1.   | Rangers      | 80 | 36 | 25 | 5  | 6  | 85 | 33 | +52 |
|       | 2.   | Celtic       | 75 | 36 | 23 | 6  | 7  | 78 | 32 | +46 |
|       | 3.   | Dundee Utd   | 60 | 36 | 17 | 9  | 10 | 46 | 33 | +13 |
|       | 4.   | Hearts       | 52 | 36 | 14 | 10 | 12 | 46 | 43 | +3  |
|       | 5.   | Dunfermline  | 45 | 36 | 12 | 9  | 15 | 52 | 65 | -13 |
|       | 6.   | Aberdeen     | 44 | 36 | 10 | 14 | 12 | 45 | 54 | -9  |
| [ 3 ] | 7.   | Kilmarnock   | 39 | 36 | 11 | 6  | 19 | 41 | 61 | -20 |
|       | 8.   | Motherwell   | 38 | 36 | 9  | 11 | 16 | 44 | 55 | -11 |
|       | 9.   | Hibernian    | 38 | 36 | 9  | 11 | 16 | 38 | 55 | -17 |
|       | 10.  | Raith Rovers | 25 | 36 | 6  | 7  | 23 | 29 | 73 | -44 |

Legenda:
      Campione di Scozia e qualificata in UEFA Champions League 1997-1998.
      Qualificata alla Coppa delle Coppe 1997-1998.
      Qualificata alla Coppa UEFA 1997-1998.
  Partecipa allo spareggio promozione-retrocessione.
      Retrocesso in Scottish First Division 1997-1998.
Regolamento:
Tre punti a vittoria, uno a pareggio, zero a sconfitta.
A parità di punti, le posizioni in classifica venivano determinate sulla base della differenza reti.

## Spareggi

### Spareggio promozione-retrocessione
A disputare lo spareggio furono la nona classificata della Premier Division, il Hibernian, contro la seconda classificata della Scottish First Division, l'Airdrieonians. Il doppio confronto vide trionfare gli Hibees in entraambi i match.
|               | Risultati |               | Luogo e data            |
| ------------- | --------- | ------------- | ----------------------- |
| Hibernian     | 1-0       | Airdrieonians | Glasgow, 17 maggio 1997 |
| Airdrieonians | 2-4       | Hibernian     | Airdrie, 22 maggio 1997 |
|               |           |               |                         |

## Statistiche

### Squadre

#### Capoliste solitarie
|    | ——      | ——      | ——      | ——      | ——      | ——      | ——      | ——      | ——      | ——  | ——      | ——      | ——      | ——      | ——      | ——      | ——      | ——      | ——      | ——      | ——      | ——      | ——      | ——      | ——      | ——      | ——      | ——      | ——      | ——      | ——      | ——      | ——      | ——      | ——      | —— |  |
|    | Rangers | Rangers | Rangers | Rangers | Rangers | Rangers | Rangers | Rangers | Rangers |     | Rangers | Rangers | Rangers | Rangers | Rangers | Rangers | Rangers | Rangers | Rangers | Rangers | Rangers | Rangers | Rangers | Rangers | Rangers | Rangers | Rangers | Rangers | Rangers | Rangers | Rangers | Rangers | Rangers | Rangers | Rangers |    |  |
|    |         |         |         |         |         |         |         |         |         |     |         |         |         |         |         |         |         |         |         |         |         |         |         |         |         |         |         |         |         |         |         |         |         |         |         |    |  |
|    |         |         |         |         |         |         |         |         |         |     |         |         |         |         |         |         |         |         |         |         |         |         |         |         |         |         |         |         |         |         |         |         |         |         |         |    |  |
| 1ª | 2ª      | 3ª      | 4ª      | 5ª      | 6ª      | 7ª      | 8ª      | 9ª      | 10ª     | 11ª | 12ª     | 13ª     | 14ª     | 15ª     | 16ª     | 17ª     | 18ª     | 19ª     | 20ª     | 21ª     | 22ª     | 23ª     | 24ª     | 25ª     | 26ª     | 27ª     | 28ª     | 29ª     | 30ª     | 31ª     | 32ª     | 33ª     | 34ª     | 35ª     | 36ª     |    |  |

### Individuali

#### Classifica marcatori
| Gol |  |  | Giocatore            | Squadra              |
| --- |  |  | -------------------- | -------------------- |
| 25  |  |  | Jorge Cadete         | Celtic               |
| 16  |  |  | Brian Laudrup        | Rangers              |
| 15  |  |  | Paul Wright          | Kilmarnock           |
| 14  |  |  | Billy Dodds          | Aberdeen             |
| 14  |  |  | John Robertson       | Hearts               |
| 14  |  |  | Pierre van Hooijdonk | Celtic               |
| 13  |  |  | Gerry Britton        | Dunfermline Athletic |
| 13  |  |  | Paul Gascoigne       | Rangers              |
| 12  |  |  | Paolo Di Canio       | Celtic               |
| 12  |  |  | Kjell Olofsson       | Dundee Utd           |
| 11  |  |  | Tommy Coyne          | Motherwell           |
| 11  |  |  | Darren Jackson       | Hibernian            |
| 10  |  |  | Jörg Albertz         | Rangers              |
| 10  |  |  | Ally McCoist         | Rangers              |
| 10  |  |  | Andy Smith           | Dunfermline Athletic |
| 10  |  |  | Dean Windass         | Aberdeen             |